# Klaus Gaber
Klaus Gaber (* 19. Juni 1943 in Bad Wilsnack) ist ein deutscher Politiker (Bündnis 90/Die Grünen) und ehemaliges Mitglied des sächsischen Landtages.

## Leben

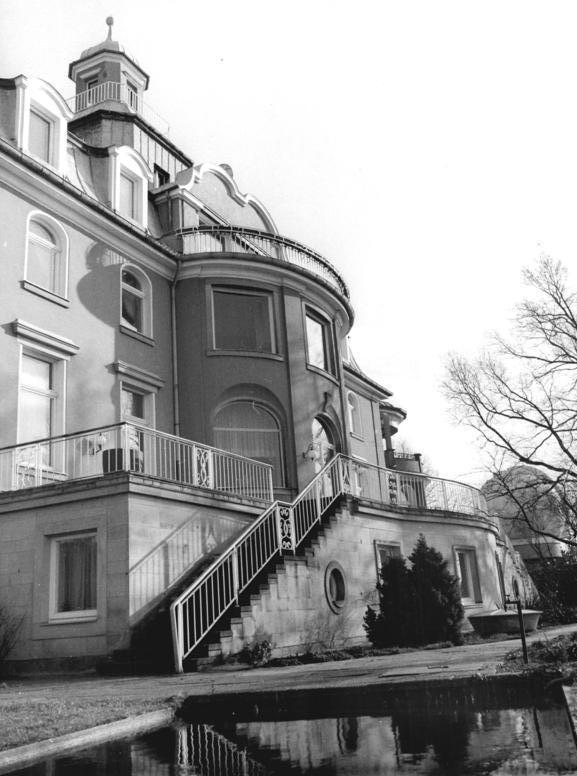
Forschungsinstitut Manfred von Ardenne (Zeppelinstraße 7 in Oberloschwitz)

Klaus Gaber wurde 1943 in Bad Wilsnack / Prignitz geboren. Er wuchs in einem protestantischen Pfarrhaus in Rühstädt an der Elbe auf. In Bad Wilsnack besuchte er die Oberschule und machte dort auch sein Abitur. Danach absolvierte er ein praktisches Jahr im Zellstoff- und Zellwollewerk in Wittenberge. Es folgte ein Studium der Elektrotechnik mit der Spezialisierung auf Hochfrequenz- und Halbleitertechnik an der Technischen Universität Dresden. Dieses Studium beendete er 1968 mit dem Diplom.
Seit 1968 war er Mitarbeiter im Forschungsinstitut Manfred von Ardenne und nach der deutschen Einheit im Fraunhofer FEP. Er arbeitete als Gruppenleiter an wissenschaftlich-technologischen Projekten. In den achtziger Jahren entwickelte er ein Verfahren zur Elektronenbehandlung von Saatgut als Alternative zur chemischen Saatgutbeizung.

## Politik
Klaus Gaber hatte vor dem Herbst 1989  keine politischen Funktionen inne. Er war seit 1977 in kirchlichen Basisgruppen, im Kirchlichen Forschungsheim in Wittenberg, im ökologischen Arbeitskreis der Dresdner Kirchenbezirke und in anderen Gruppen aktiv. Von Oktober 1989 bis Mai 1990 engagierte er sich in der Gruppe der 20 und war Mitglied der Basisdemokratischen Fraktion in der Stadtverordnetenversammlung Dresden von Februar bis Mai 1990.
In der Landtagswahl in Sachsen 1990 wurde er für die Grüne Partei in den sächsischen Landtag gewählt und war Abgeordneter in der Fraktion Bündnis 90/Grüne. 1991 wurde er Gründungsmitglied von Bündnis 90/Die Grünen in Sachsen. Über den Zusammenschluss sagte er rückblickend bei einer Festrede zum 15-jährigen Bestehen des Landesverbands am 25. November 2006:
„Wir waren verschieden, von unserer Herkunft und Organisation und die Gruppierungen hinter uns waren es auch. Um so größer ist die Leistung zu bewerten, die unterschiedlichen Interessen zu bündeln, politische Konkurrenz und Eifersüchtelei zu überwinden und mit Bündnis 90/Die Grünen eine zukunftsfähige politische Bürgerbewegung in Sachsen zu schaffen, die zum Vorreiter der Bundespartei Bündnis 90/Die Grünen wurde.“
Im Parlament saß er für seine Fraktion im Umweltausschuss sowie im Ausschuss für Bau und Verkehr und war 1993 bis 1994 Fraktionsvorsitzender. Bei der Landtagswahl 1994 kandidierte er auf Listenplatz 2 seiner Partei, schied aber aufgrund des Scheiterns der Grünen an der Fünf-Prozent-Hürde aus dem Landtag aus. Von 1994 bis 2001 war er Beigeordneter (Bürgermeister) für Umwelt und Kommunalwirtschaft und zeitweilig für Kultur der Landeshauptstadt Dresden. Er führte die biologisch-mechanische Abfallbehandlung als Alternative zur Müllverbrennung in Dresden ein und war maßgeblich an der Umstrukturierung und Rekommunalisierung der städtischen Versorgungsunternehmen und der Gründung der DREWAG Stadtwerke GmbH beteiligt.
Im Ehrenamt war er viele Jahre als Vorstand des Heinrich-Schütz-Konservatorium Dresden e. V. aktiv. Er ist Mitbegründer und Aufsichtsrat der Genossenschaft „Neue Energien Ostsachsen“.
2001 erlitt er einen Schlaganfall und wurde in den Ruhestand versetzt.

## Belege
1. ↑  U. Burth, K. Gaber, Marga Jahn, Kerstin Lindner, G. Motte, S. Panzer, J. Pflaumbaum, Friederun Scholze: Behandlung von Saatgut mittels Elektronen – Ein neues Verfahren zur Bekämpfung samenbürtiger Schaderreger an Winterweizen. In: Nachrichtenblatt des Deutschen Pflanzenschutzdienstes. Band 43, Nr. 3. Eugen Ulmer, 1991, ISSN 0027-7479, S. 41–45.
2. ↑  15 Jahre Bündnis 90/Die Grünen in Sachsen

| Personendaten    | Personendaten                                    |
| ---------------- | ------------------------------------------------ |
| NAME             | Gaber, Klaus                                     |
| KURZBESCHREIBUNG | deutscher Politiker (Bündnis 90/Die Grünen), MdL |
| GEBURTSDATUM     | 19. Juni 1943                                    |
| GEBURTSORT       | Bad Wilsnack                                     |